# 閃電騎士V3
《閃電騎士V3》，為台灣東星電影事業股份有限公司與東映合作拍攝的三部假面騎士系列電影中首部推出作品，台灣於1975年11月11日至11月14日期間首映，片長91分鐘。

## 製作梗概
本片以1973年日本東映製作的電視特攝影集《假面騎士V3》的前兩集與同年推出的電影版《假面騎士V3對迪斯特龍怪人》劇情為藍本修改，演員以台灣演員取代，但劇情背景地則改為香港。
雖然當時實際上有東映的《假面騎士》相關工作人員（但僅有導演塚田修（塚田正熙），與美術、特效指導八木功兩人）前來台灣協助拍攝，但「閃電騎士」系列的三部電影，至今卻仍未被東映列入正規作品當中。
1980年代，台灣年代影視趁著《閃電五騎士》重映之勢，曾發行過家庭用販售錄影帶（但原本約16：10比例的銀幕比例變成4：3，因此左右兩側的畫面被裁去不少）。本片在歐洲地區分別有片名為《Frankensteins Kung-Fu Monster》，及《Kung Fu Riders》的PAL規格德語版錄影帶發行，但版本片長不一，各為65～75分鐘不等的刪節版。而本片在中東地區的黎巴嫩亦有發行錄影帶，但卻意外地是以原本的台灣版畫面（但仍為左右兩側遭裁切版本）與國語原音，再加配阿拉伯文字幕的方式發行，片長也較為完整。
2019年，德語配音刪節版則於歐洲發行了BD版本。

## 劇情大綱
以原作《假面騎士V3》TV版首集中V3的誕生情節開始，男主角陳英傑（相當於原版的風見志郎）的父母陳義祥、陳鄭錦與妹妹陳雪紅，都慘遭到邪惡組織「迪斯魔龍」（即原版中的「迪斯特龍」）的怪人「康魔拉」（為本片登場的原創怪人）殺害，後來他自己也因為搭救潛入迪斯魔龍基地的1號與2號，遭到迪斯魔龍的「改造人分解光線器」照射而身受重傷。
英傑在垂死之際，騎士1號洪自強與2號湯志偉為了拯救他，只得將他改造為V3，之後並有閃電騎士四號蔡蕾蕾（即原版的騎士人，但與原版不同的是提前登場，並改為由女性變身）的登場，以及最終與迪斯魔龍幹部「毒蝎將軍」（即原版中的G博士）的對決。

## 製作群
- 出品人：王東海
- 監製人：王建成
- 製片：黃觀雙
- 編劇：李川
- 副導演：陳慶豐
- 美術：王建富[2]
- 特技：林功、莊林松
- 攝影指導：陳玉帛
- 攝影助理：蔡章勳、楊木榮
- 燈光：莊嵩塘
- 燈光助理：李浩、張志雄、林明泰
- 剪輯：鄒志俠、黃秋貴
- 劇務：王順民
- 劇務助理：仁果
- 場記：江耀華、陳淑華
- 化粧：蔡碧華
- 劇照：林祖淞
- 服裝：賈蘭君、周効蘭
- 道具：李大中、周信根
- 特技：莊林松、李英宗
- 特殊機車：王江漢
- 場務：嚴瑞寶、高金鐘、張其榮、陳明國
- 木工：胡明益
- 布景：陳孝貴
- 美術助手、模型製作、燈光：八木功（未列名）
- 武術指導：金萬希
- 武術：葛長生、李錦廣、翁順興
- 剪接：黃秋貴、鄒志俠
- 音樂：黃清音／菊池俊輔（沿用日本版配樂，未列名）
- 作詞：李川、王建富
- 幕後主唱：張美惠、凌文雄、蔣忠、蔣昭男
- 配音、錄音：寶華配音公司
- 發行：東星電影事業股份有限公司
- 導演：林重光／山田稔（沿用日本版畫面部分導演，未列名）

## 主要演員
- 胡鈞：飾 閃電騎士V3＝陳英傑
- 宋玲玉：飾 閃電騎士四號＝蔡蕾蕾

主要套用了原作電影版《假面騎士V3對迪斯特龍怪人》劇中角色沖田ひろ子（沖田博士之妹，原版中由森桃江飾演）的相關登場設定，但略做修改。而本片中出現的最大改動，則是直接將之列為閃電騎士的一員。
- 聞江龍：飾 閃電騎士一號＝洪自強
- 李藝民：飾 閃電騎士二號＝湯志偉
- 常楓：飾 馬榮

閃電騎士的協助者，相當於原作中的立花藤兵衛。
- 張綺：飾 林純純

相當於原作中的珠純子一角。
由於意外目睹迪斯魔龍的行動而遭追殺，被巧遇的陳英傑救回陳家安置，但卻因而被迪斯魔龍跟蹤，造成英傑失去了家人。她對此事相當自責，並決定盡力協助英傑。
- 高霄[3]：飾

迪斯魔龍大幹部，相當於原作登場的迪斯特龍大幹部「G博士」，但本片中並未如同原作版有怪人型態出現。
- 盧碧雲：飾 陳鄭錦

陳英傑之母，相當於原作中的風見志郎之母風見綾，遭迪斯魔龍怪人康魔拉所殺。
- 吳國良：飾 陳義祥

陳英傑之父，相當於原作中的風見志郎之父風見達治，同遭迪斯魔龍怪人康魔拉所殺。
- 林薇：飾 陳雪紅

陳英傑的妹妹，相當於原作中的風見志郎之妹風見雪子，同遭迪斯魔龍怪人康魔拉所殺。
- 韓江：飾 錢國棟博士

於本片中在1號與2號為陳英傑施行改造手術，遭迪斯魔龍怪人「大砲牛」砲擊時，出面協助將英傑的最後改造手續完成。理由則是基於在《閃電騎士大戰地獄軍團》劇情中，錢博士即與1號、2號彼此結識。但因當時本系列三部作品上映順序的變動，以至於若是在未能先行得知《地獄軍團》劇情發展的認知前提下，本片中錢博士的登場情景就會變得相當唐突。
- 楊劍虹：飾 蔡明道博士（演職員字幕未列名）

蔡蕾蕾的哥哥，角色定位相當於原作電影版《假面騎士V3對迪斯特龍怪人》登場的沖田徹夫博士。
因開發出超放射能元素「鉛丹鈣」（即原作電影版《假面騎士V3對迪斯特龍怪人》中，沖田博士所研發出的「撒旦元素」），而遭迪斯魔龍囚禁於長青島的基地中，並遭到要脅交出鉛丹鈣礦山所在位置的地圖（但實際上已交付給其妹蔡蕾蕾，並由父親蔡文中所保管）。後雖由潛入基地的英傑（V3）所救出，卻因迪斯魔龍怪人大砲牛的襲擊以致傷重而死，臨終前託付英傑保護其妹的生命安全。
- 鄔裕康：飾 蔡正雄

蔡蕾蕾的弟弟，少年騎士隊隊員。
- 張寶善：飾 蔡文中

蔡蕾蕾的父親。迪斯魔龍因得知鉛丹鈣礦山地圖由他所保管，因而想對其不利，後由騎士4號（蔡蕾蕾）所救。
- 藍天楊
- 葛長生
- 李錦廣：飾 迪斯魔龍戰鬥員

在片中前段情節變裝為救護車醫護人員將受傷的陳英傑帶走，企圖對其下毒手未遂，並在與陳英傑對戰之後露出真面目。
- 翁順興：飾 迪斯魔龍戰鬥員

在片中前段情節變裝為救護車醫護人員將受傷的陳英傑帶走，企圖對其下毒手未遂。

## 片中使用曲
所有曲目均收錄於1975年10月由海山唱片所發行的《電影「閃電騎士」全部插曲》專輯（商品編號：LS-1071）中，但專輯中關於詞曲作者與演唱者資料均完全並未列記。於電影片頭字幕中詞曲作者列記為「作詞：李川、王建富／作曲：黃清音」（但僅「戰鬥進行曲」為原創曲目），另外翻唱曲目部分均由菊池俊輔作曲。演唱者部分，則統一列名為張美惠、凌文雄、蔣忠、蔣昭男四人（依片頭字幕為準，但未詳列何首曲目由何人負責演唱）。
- 片頭曲：「V3進行曲」

翻唱自日本電影版《假面騎士V3對迪斯特龍怪人》片尾曲（原唱：水木一郎）。
- 插曲：「戰鬥吧！閃電騎士V3」

翻唱自原版片頭曲（原唱：宮内洋），片中於前段V3對戰迪斯魔龍怪人康魔拉的段落，以及片末最終決戰時兩度使用。
- 插曲：「少年中華騎士之歌」

翻唱自原版前期片尾曲（原唱：水木一郎），於片中少年騎士隊出現的場景中使用。
- 插曲：「我們的騎士V3」

翻唱自原版插曲。
- 插曲：「戰鬥進行曲」（原創曲目）

用於片中閃電騎士1號、2號與V3，聯合對抗迪斯魔龍怪人軍團的場景。
此曲亦為《閃電騎士大戰地獄軍團》的片頭曲。
- 片尾曲：「旋風號」

翻唱自原版後期片尾曲（原唱：子門真人）。

## 軼聞
- 本片主要剧情雖取自於《假面騎士V3》原作，但僅至原版第30集G博士被V3所擊敗的情節為止，且提前讓4號＝騎士人登場（原作中騎士人於第43集起出現）。
- 原作中，騎士1號與2號由於把即將自爆的砲龜怪人一起帶走，而在空中發生的大爆炸裡生死不明（但於之後的劇情中確認生還），因此暫時退場。但在本片中由於相同橋段已經改為原創怪人，因此1號與2號暫離戰線的原因，也改為前往東南亞探查迪斯魔龍的情況，並將劇情線與原作《V3》的電影版做連結。
- 對於4號（騎士人）的角色相關設定，與原作相較出現了大幅改動，片中台詞僅提及4號騎士之名是由錢博士所取，但未解释蔡蕾蕾為何成為騎士。
- 本系列三部電影中騎士1號與2號出現時的造型，與日本原版略有不同，畫面中1號與2號騎士的圍巾色彩，均從原作的紅色變為黃色。但其實依三部閃電騎士作品的劇情時序推演，黃色圍巾最早是在《閃電騎士大戰地獄軍團》劇情中，由馬榮贈與騎士1號與2號的一幕起才開始出現變更（不過片中引用日版畫面部分，圍巾則仍為紅色），但由於《閃電騎士大戰地獄軍團》不知為何被壓至最後才在台灣上映，因此本片畫面中才會有騎士1號與2號唐突出現黃色圍巾的現象。

1號：黃色圍巾版新1號

2號：黃色圍巾版新2號，但頭盔為墨綠色的舊2號版。
- 原版《假面騎士V3》中的大幹部G博士於第13集才首度現身，但本片中的相對角色「毒蝎將軍」則是在劇情初始未久即出現，並牽涉到殺害陳英傑父母的計畫，而原版中G博士稱呼假面騎士時，會特別拉長音變成「假面騎～～士」的口吻特徵，在台灣版中也並未出現。另外原版《V3》第30集中，G博士最後變身為「螃蟹雷射怪人」與V3對決，但在本片中毒蝎將軍到最後均未變身，並遭V3擊斃。
- 在原版《假面騎士》中，由修卡軍團大幹部地獄大使所變身的「響尾蛇怪人」於本作中登場，但純粹為迪斯魔龍的麾下怪人身分，與地獄大使無關。後來在《閃電五騎士》片中以魔神GOD組織怪人身分再次登場（實為道具服的重複運用）。
- 《V3》原作第1集中殺死風見志郎父母與胞妹的迪斯特龍怪人角色「剪刀美洲虎」與原作電影版登場的「大砲野牛」，在本片中分別以原創造型的怪人「康魔拉」與「大砲牛」（但有不少場景，仍然採用日本原片中的大砲野牛畫面素材）來瓜代。
- 由東映外派至台灣協助的工作人員，僅有塚田與八木兩人（兩人在本系列的三部電影均有參與），並在台灣停留了半年的時間。但因台灣的工作人員均無拍攝特攝片的經驗加上語言不通，使兩人在參與拍攝時增添了不少艱困之處。八木甚至還參與片中的迷你模型製作與打燈光的工作。

## 其他作品引用
- 1994年周星馳主演的電影《破壞之王》國語配音版本中，將粵語原音對白的「十字電光」（指超人力霸王的必殺技「宇宙元素光線」）改稱為「閃電五騎士V3」。

## 關連項目
- 閃電五騎士
- 閃電騎士大戰地獄軍團
- 假面騎士V3

## 外部連結
- RIDER MOVIE解說（日本） （页面存档备份，存于）
- 中文電影資料庫（香港） （页面存档备份，存于）
- 開眼電影網上《閃電騎士V3》的資料（繁體中文）
- 香港影庫上《閃電騎士V3》的資料（繁體中文）
- 豆瓣电影上《閃電騎士V3》的資料 （简体中文）